# Фомичёв, Олег Константинович
Олег Константинович Фомичёв (род. 27 декабря 1961, Вологда) — российский политический деятель и бизнесмен, основной конкурент Алексея Якуничева на выборах Главы города Вологды в 2003 году.

## Биография
Родился 27 декабря 1961 года в г. Вологде.
В 1980-х годах работал на Вологодском комбинате хлебопродуктов на технических должностях, а также очно закончил Московский институт пищевой промышленности.
В июне 1989 года назначен директором хлебокомбината № 1 объединения «Вологдахлебпром», которое в 1992 году было преобразовано в АО «Славянский хлеб». До 1997 года работал генеральным директором «Славянского хлеба», затем стал председателем совета директоров. В этот период он был признан одним из самых перспективных молодых руководителей региона.
В 1996—2003 гг. был депутатом Законодательного Собрания Вологодской области. С апреля 2002 года по декабрь 2003 года был заместителем председателя Законодательного Собрания области.
22 сентября 2004 года возглавил архангельский филиал компании «Российские коммунальные системы». Затем был исполнительным директором ГРЭС-24 в Рязанской области. С 1 мая 2008 года до 31 декабря 2012 года Олег Фомичёв работал директором Череповецкой ГРЭС.
Женат, есть сын и дочь.

## Выборы Главы города Вологды
В 2002 году имя Олега Фомичёва называлось в качестве наиболее вероятного победителя будущих выборов Главы города. По словам Фомичёва, губернатор впоследствии лично санкционировал его выдвижение на пост Главы города.
25 сентября 2003 года Вологодская городская Дума назначила очередные выборы Главы города Вологды. 17 октября Фомичёв выдвинул свою кандидатуру на этот пост.
24 октября стало известно, что «Единая Россия» исключила Олега Фомичёва из списка кандидатов в депутаты Законодательного Собрания в связи с тем, что он не подчинился партийным решениям и не отказался от борьбы за пост Главы города. Угрозы со стороны чиновников вынудили его обратиться за защитой в милицию, прокуратуру и ФСБ.
28 ноября был арестован 120-тысячный тираж листовок Олега Фомичёва. Территориальная избирательная комиссия по Вологде усмотрела в тексте листовки разжигание межнациональной розни. Было проведено две экспертизы, причём первая подтвердила решение ТИК, а вторая опровергла. 2 декабря листовки Фомичёву вернули. В день ареста листовок директор Вологодского подшипникового завода Александр Эльперин заявил, что уголовное дело против его предприятия сфабриковано властями (дело было возбуждено областной прокуратурой неделей ранее. В целом, следует признать, что кампания по созданию проблем Фомичёву и Эльперину связана с их сотрудничеством между собой: журналист Сергей Расов говорит о них как об одной команде (включая, также, Александра Каледина). Два года спустя вологодский политик Олег Димони назвал фамилию автора кампании против Фомичёва и Эльперина: по его мнению, это московский пиарщик Николай Суворов.
За несколько дней до выборов по городу были распространены газеты «Трибунал» и «Новый порядок», в которых в неприглядном свете был выставлен Олег Фомичёв. Штабы всех кандидатов заявили о своей непричастности к произошедшему. В частности, его обвиняли в пропаганде наркотиков и лоббировании интересов двух вологодских олигархов — Александра Эльперина и Александра Каледина. Выборы главы города закончились для Фомичёва политическим крахом.